# Васильевский луг
Васи́льевский луг (Васи́льевский сад) — название исторической местности в восточной части Белого города Москвы в XV—XVIII веках, на левом берегу Москвы-реки. На севере Васильевский луг граничил с Кулишками, на западе — со стеной китайгородского Зарядья, с востока луг подходил к реке Яузе. По Васильевскому лугу протекала река Рачка.

## История
В XIV—XV веках Васильевский луг использовали для выпаса и водопоя великокняжеских табунов, а также сбора конных дружин при подготовке к военным походам. Во время весенних половодий низменная местность затоплялась, покрываясь плодородным илом.
Васильевский  луг несколько раз упоминается в русских летописях: в 1468, 1472, 1488 и 1493 годах.
Принадлежал Василию III, отцу Ивана Грозного и, скорее всего, луг был назван по имени своего владельца. Существует предание, что луг был назван по имени известного московского юродивого Василия Блаженного, который обитал на этом лугу. Затем на лугу был разведён плодовый сад.
В конце XVI века Васильевский луг вошёл в состав Белого города. В 1586 году зодчий Фёдор Конь начал здесь постройку каменных стен и башен Белого города. Одними из первых были возведены Яузские ворота.
Во второй половине XVII века в царствование Алексея Михайловича на лугу насадили Васильевский сад, который стал крупнейшим садовым хозяйством того времени. Царь любил и поощрял садоводство, расширял и благоустраивал царские сады. Иностранцы, посещавшие тогда Москву, свидетельствуют, что в её садах выращивали много фруктов и овощей, в том числе и теплолюбивых.
"Помимо частных садов, были в Москве и казенные, принадлежавшие дворцовому ведомству: в Белом городе, у Яузских ворот, Васильевский сад тянулся вдоль Китай-города на 135 саженей, а по Белому городу на 160 саженей. В этом огромном саду росло 10 199 фруктовых деревьев и на грядах 2837 кустов. Урожай из этого сада продавали: в 1700 г. одних только груш и яблок из него продали на 274 руб."
Опись Васильевского сада 1700 года:
"А в нем, садового строения 10 199 дерев: да в грядах 2837 дерев, почек и прививков 850, да 3 гряды пеньков, 349 дерев груш сарских и волоских, 750 прививков в грядах, 9 гряд почек; 194 куста вишен, 42 куста слив, 57 гряд малины, 54 гряды да 246 кустов смородины красной, 41 гряда черной. Садовники <...> садят в том саду для себя и на продажу капусту, огурцы и иной всякой летней овощ."
В 1712 на Васильевский луг был переведен Гранатный двор, находившийся ранее в Гранатном переулке.
В 1760-е годы на месте сада началось строительство Воспитательного дома. Сад был вырублен, а кирпич обветшавшей стены Белого города после её разборки употребили на постройку Воспитательного дома. С конца XVIII века название Васильевский луг и Васильевский сад исчезает.